# Diecezja Meaux
Diecezja Meaux – diecezja Kościoła rzymskokatolickiego we Francji. Powstała w III wieku i początkowo należała do metropolii Sens. Z chwilą utworzenia w 1622 metropolii paryskiej, została do niej przyłączona. Obecne granice, odpowiadające świeckiemu departamentowi Sekwana i Marna, uzyskała w 1822. Siedzibą biskupów jest Meaux.